# Interprovincial Championship 1999-00
El Interprovincial Championship de 1999-2000 fue la quincuagésimo cuarta edición del torneo de equipos provinciales de la Isla de Irlanda, es decir tanto de la República de Irlanda como de Irlanda del Norte.
El torneo otorgó tres plazas para la Copa Heineken 2000–01.

## Sistema de disputa
El torneo se disputó en formato de todos contra todos, otorgando 2 puntos por el triunfo, 1 por el empate y 0 por la derrota. El equipo que obtuviera más puntos al final del campeonato era declarado campeón.

## Desarrollo
- Tabla de posiciones:[1]

| Pos. | Equipo         | Encuentros | Encuentros | Encuentros | Encuentros | Tantos | Tantos | Tantos | Puntos |
| Pos. | Equipo         | PJ         | PG         | PE         | PP         | F      | C      | Dif    | Puntos |
| ---- | -------------- | ---------- | ---------- | ---------- | ---------- | ------ | ------ | ------ | ------ |
| 1.º  | Munster Rugby  | 6          | 6          | 0          | 0          | 242    | 103    | +139   | 12     |
| 2.º  | Ulster Rugby   | 6          | 3          | 0          | 3          | 185    | 130    | +55    | 6      |
| 3.º  | Leinster Rugby | 6          | 3          | 0          | 3          | 146    | 136    | +9     | 6      |
| 4.º  | Connacht Rugby | 6          | 0          | 0          | 6          | 85     | 289    | -204   | 0      |

|  | Campeón. |

### Resultados
| 7 de agosto de 1999 | Connacht | 9 - 50 | Ulster |  |  |

| 7 de agosto de 1999 | Munster | 31 - 20 | Leinster |  |  |

| 13 de agosto de 1999 | Leinster | 15 - 26 | Ulster |  |  |

| 14 de agosto de 1999 | Connacht | 17 - 67 | Munster |  |  |

| 3 de septiembre de 1999 | Leinster | 22 - 19 | Connacht |  |  |

| 4 de septiembre de 1999 | Ulster | 24 - 25 | Munster |  |  |

| 29 de octubre de 1998 | Munster | 36 - 19 | Ulster |  |  |

| 30 de octubre de 1998 | Connacht | 8 - 53 | Leinster |  |  |

| 5 de noviembre de 1999 | Leinster | 13 - 30 | Munster |  |  |

| 5 de noviembre de 1999 | Ulster | 44 - 22 | Connacht |  |  |

| 12 de noviembre de 1999 | Munster | 53 - 10 | Connacht |  |  |

| 12 de noviembre de 1999 | Ulster | 22 - 23 | Leinster |  |  |

| Bandera de Irlanda      |
| Campeón Munster         |
| Vigésimo segundo título |